# Sant Pau de Montmany
L'església de Sant Pau de Montmany és una antiga església d'estil gòtic tardà, actualment en estat ruïnós, del terme municipal del Figueró, dins de l'antic poble rural de Montmany de Puiggraciós, inclosa en l'Inventari del Patrimoni Arquitectònic de Catalunya.

## Arquitectura
Església adossada a un edifici. Té planta de creu llatina (la nau fa 11,28 metres de longitud per 5,12 d'amplada i una alçada de 6,5. Els braços laterals de les capelles fan 3,2 metres de llargària i 3 d'amplada). Nau única que es cobria amb volta de canó i les capelles del creuer i de l'absis amb voltes de nervis. Té absis poligonal. La portada està mig tapiada i la façana té una gran escletxa pel mig. La portada està coronada per un frontó de tipus renaixentista, amb tríglifs i mètopes. El campanar d'espadanya és de dos buits. Els angles estan emmarcats per carreus.

## Història
La primera notícia documental de la parròquia és de l'any 1139. A partir del segle xiii es pot resseguir la seva història. El segle xvii (1600-1607) es va construir l'església actual. En una visita del 30 de setembre de 1600 el bisbe considera incorrectes les obres de l'església fetes pel mestre de cases Jaume Salvador de Cardedeu. Se succeeixen altres mestres de cases fins al 1607, quan s'acaba l'obra.
La construcció del nou temple de Sant Pau de Montmany, que va substituir l'església romànica consagrada a finals del segle xii, s'emmarca en la renovació material de les esglésies dutes a terme durant la Contrareforma.
Es va abandonar l'any 1910, quan es traslladà el culte religiós al Santuari de Puiggraciós i actualment es troba en un estat ruïnós, la façana és pràcticament dividida en dues parts per una gran esquerda. Els portals s'han tapiat.
Aquesta església és l'escenari on es desenvolupa bona part de la novel·la modernista Els sots feréstecs, de Raimon Casellas.